# Вилянська стінка
Виля́нська сті́нка (Поданів ліс) — урочище, унікальне незаймане місце дикої природи.
Розташована на Подільскій височині здовж річки Мурафи в Чернівецькому районі Вінницької області між селами Скалопіль та  Вила-Ярузькі, від якого і  походить назва "Вилянська стінка".
До Вилянської стінки можна дістатися польовою дорогою від колишнього гранітного кар'єру «Коси».
Річка Мурафа протікає тут в  глибокій долині з досить крутими схилами.В багатьох містях утворюються каньйони з майже вертикальними скелями висотою до 30 метрів. Біля річки є відслонення гранітів причудливих форм.  Скелі мають назви: «Чортів палець», «Дід» та інші.
Мурафа на цій ділянці нагадує гірську річку із бистринами, водоспадами, прокладаючи із шумом свій шлях між скелястими крутими берегами.
Флора: Рослинний світ урочища зберігається із прадавніх часів. На схилах, з правого боку, збереглися ділянки степової рослинності, на лівому - густі зарості з граба, дуба, ліщини, вільхи, що з гори нагадують стінку.
У Вилянській стінці збереглися рідкісні рослини, занесені до Червоної книги Вінниччини: підсніжник звичайний, проліска дволиста, печіночниця звичайна, ряст порожнистий, сон широколистий, горицвіт весняний, первоцвіт весняний, конвалія травнева та інші.